# مارن (نام)
مارِن (به انگلیسی: Maren) یک نام ژرمنی برای زنان و یک نام خانوادگی است. افراد سرشناس با این نام از این قرارند:

## نام کوچک
- مارن آده (زادهٔ ۱۹۶۷)، کارگردان، فیلم‌نامه‌نویس و تهیه کنندهٔ آلمانی
- مارن برینکر (زادهٔ ۱۹۸۶)، بازیکن والیبال آلمانی
- مارن ماینارت (زادهٔ ۱۹۷۳) بازیکن فوتبال آلمانی
- مارن مییلده (زادهٔ ۱۹۸۹)، بازیکن فوتبال نروژی

## نام خانوادگی
- جری مارن (۱۹۲۰–۲۰۱۸)، بازیگر آمریکایی